# Serie A 1929-1930
La Serie A 1929-1930 (denominazione completa: Divisione Nazionale Serie A 1929-1930) è stata la 30ª edizione della massima serie del campionato italiano di calcio (il 1º a girone unico), disputata tra il 6 ottobre 1929 e il 13 luglio 1930 e conclusa con la vittoria dell'Ambrosiana, al suo terzo titolo.
Capocannoniere del torneo è stato Giuseppe Meazza (Ambrosiana) con 31 reti.

## Stagione

### Antefatti
Già nell'estate 1928 l'allora presidente della Federazione, Leandro Arpinati, aveva stabilito la creazione di un campionato cosiddetto a girone unico, ritenuto più competitivo, a partire dalla stagione sportiva 1929-1930. In vari stati europei, come Austria e Ungheria, una massima divisione con tale formula era già consuetudine. Dal canto suo l'Italia era in una condizione arretrata, dovuta al tentativo di salvaguardare anche gli interessi delle piccole società, che, pur di non sprofondare nelle serie inferiori, nel periodo antecedente al 1922 erano riuscite a imporre nelle assemblee federali un campionato a più gironi sempre più allargato.
Negli anni immediatamente precedenti al 1928, tuttavia, erano stati compiuti enormi progressi verso il girone unico: a partire dal 1921-1922, la pressione delle grandi società fece sì che al Nord furono aboliti i gironi regionali, sostituiti da due gironi elitari da dodici squadre ciascuno, estesi all'intero settentrione; a partire dal 1926-1927, fu abolita la divisione tra Nord e Sud in due tornei separati, con l'ammissione delle tre migliori società del Sud all'elitario campionato di Divisione Nazionale a 20 squadre, suddivise in due gironi da dieci. All'epoca della riforma, quindi, il campionato di massima serie era già elitario e ristretto a poche società, 20 nel 1926-1927 e 22 nel 1927-1928, numero non incompatibile con il girone unico (in Inghilterra contemporaneamente si svolgevano campionati a girone unico a 22 squadre), anche se le difficoltà organizzative rendevano problematica l'organizzazione in Italia di un campionato a girone unico con un numero maggiore di 18 squadre: in particolare, mentre in Inghilterra le partite rinviate venivano recuperate nei giorni infrasettimanali, in Italia i recuperi venivano effettuati nelle domeniche di pausa del campionato, comportando inevitabilmente un suo allungamento.
Il girone unico sarebbe dovuto in realtà partire già dal 1926 con sedici squadre, ma la citata volontà del regime fascista di integrare il Sud nel campionato fece rinviare il progetto di altri tre anni.
Andrebbe detto che furono proprio alcune società provinciali, come il Casale nel maggio 1927, a fare pressioni affinché la massima divisione si svolgesse a girone unico, lamentando gli scarni introiti dovuti all'esclusione dal girone finale a sei squadre per l'assegnazione dello scudetto, che le costringeva a vendere i loro calciatori migliori alle squadre metropolitane al fine di risanare il bilancio; per risolvere questo problema ed evitare il fallimento di gloriose società come la Pro Vercelli (per sette volte Campione d'Italia tra il 1908 e il 1922), il Casale riteneva che fosse necessaria l'istituzione del girone unico (transitoriamente a 20 squadre, da ridursi a 18 a partire dalla stagione successiva) in maniera tale che tutte le società disputassero lo stesso numero di partite di campionato senza creare ingenti disparità di introiti. Le società minori, tuttavia, protestarono per un altro motivo. La riforma, infatti, prevedeva anche la contemporanea nascita di una seconda divisione nazionale, anch'essa a girone unico, la quale avrebbe causato ingenti spese per le gare sull'intero territorio nazionale e un minore incasso da stadio, per via della minore visibilità della categoria. Le società proposero alla Federazione di allargare a due gironi la prima edizione della Serie B della Divisione Nazionale e di ammettervi d'ufficio le semifinaliste del campionato meridionale di Prima Divisione: la formula a due gironi con criterio territoriale avrebbe ridotto le elevate spese di gestione per la partecipazione al campionato cadetto e avrebbe dato maggiore rappresentanza alle squadre centro-meridionali, ma la proposta non fu accolta e la Serie B rimase a girone unico.
Il progetto riscosse ben presto il consenso politico e mediatico, oltre a quello sportivo. Fu dunque adottato un espediente per la formazione dei due campionati a girone unico di Serie A e Serie B: si scelse di allargare provvisoriamente per la sola stagione 1928-1929 il massimo campionato, all'epoca denominato Divisione Nazionale, da 22 a 32 squadre, per far sì che esso acquisisse carattere di qualificazione per le due serie a girone unico in cui la Divisione Nazionale si sarebbe scissa a partire dalla stagione 1929-1930. Il regolamento del torneo di Divisione Nazionale 1928-29 prevedeva che sarebbero state ammesse al nuovo massimo campionato a girone unico, la Divisione Nazionale Serie A, soltanto sedici squadre, individuate tra le prime otto classificate di ognuno dei due gironi. Il lotto delle partecipanti alla prima edizione della Serie A venne però allargato a 18 causa il protrarsi dello spareggio tra Lazio e Napoli (ottave a pari merito nel gruppo B) e la volontà di salvare, per questioni patriottiche, la Triestina.
Per quanto riguarda il calciomercato non vi furono enormi stravolgimenti: Banchero andò al Genoa mentre la Juventus cedette Vojak al Napoli per assicurarsi le prestazioni di Orsi (inattivo, per motivi burocratici, nella stagione trascorsa) e Cesarini.

### Il campionato

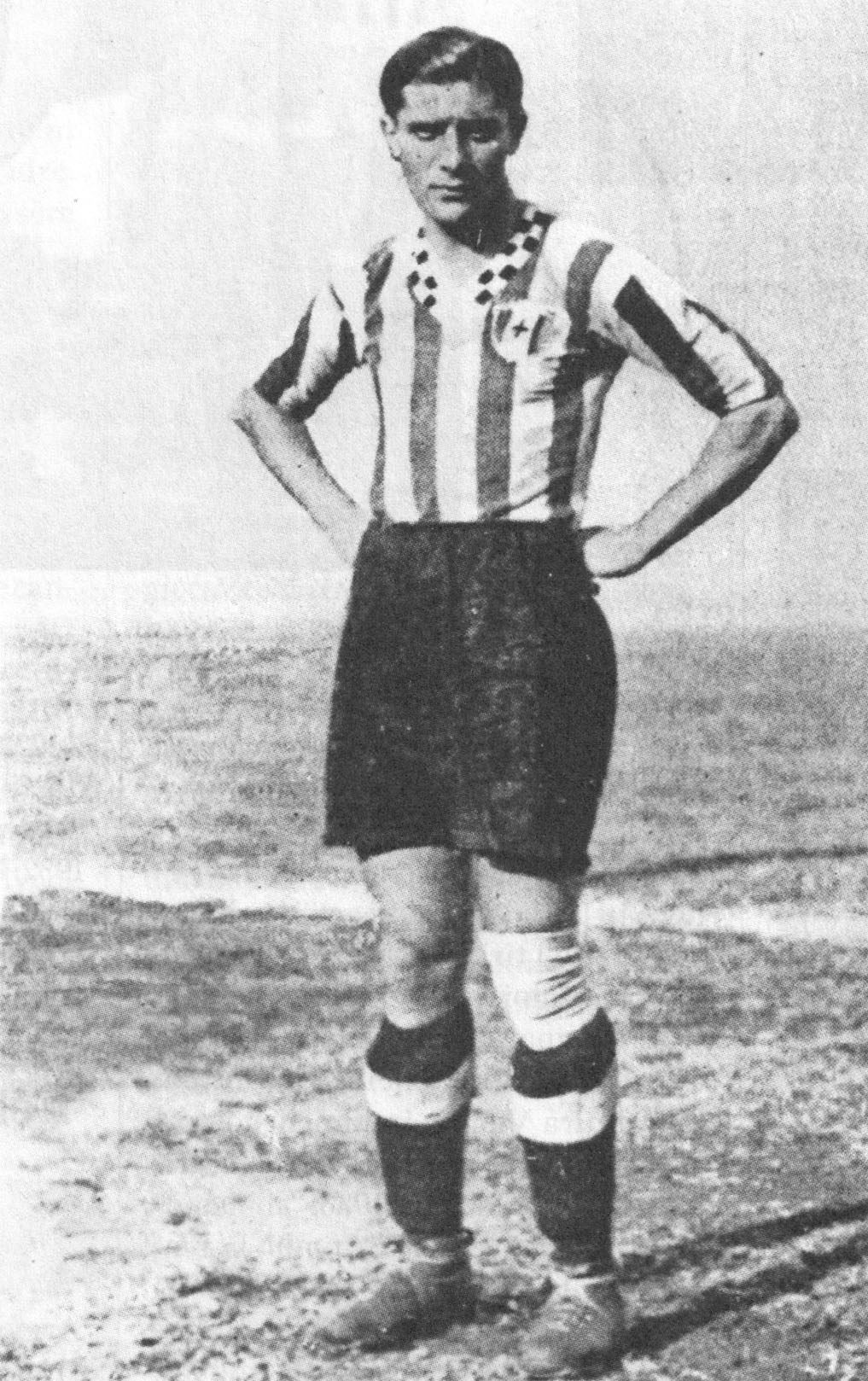
Il Balilla Giuseppe Meazza dell'Ambrosiana, capocannoniere del campionato.

L'atto inaugurale della moderna Serie A si consumò nel pomeriggio del 6 ottobre 1929, a tre mesi dal capitolo conclusivo della precedente formula: come nelle stagioni precedenti, al conseguimento di ciascuna vittoria avrebbero fatto seguito 2 punti in classifica, con l'attribuzione invece di un punto a entrambe le compagini in caso di pari. Allo spareggio era infine riconosciuto valore dirimente nell'eventuale situazione di pari merito in graduatoria, ma non si sarebbe disputato per le posizioni ininfluenti bensì solo per lo scudetto o per la salvezza.
Circa la domenica «apripista» da menzionare una sola X – localizzata in quel di Vercelli coi locali bianchi ad imporre un rocambolesco pareggio al Genova – e la prima autorete del girone unico, marcata dal napoletano Biagio Zoccola durante l'incontro perso dai campani con la Juventus.
Il primato solitario del Torino – guadagnato con percorso netto dopo 270' di gioco – venne insidiato dai concittadini bianconeri e dal Grifone rossoblu, entrambe appaiate a quota 17 punti nella domenica che archiviò il 1929: un rallentamento dei granata spianò la strada ai rivali, capaci di fregiarsi il 16 febbraio 1930 (a conclusione della fase d'andata) del simbolico riconoscimento passato alla storia col nome di «titolo d'inverno». Con una lotta di vertice estesa peraltro alla coriacea Alessandria e all'Ambrosiana-Inter del cannoniere Meazza, il mancato raggiungimento della doppia cifra in termini di punteggio arenò sul fondo Padova e Cremonese: degli scarsi acuti legati alla capitale nonché alla sponda rossonera del Naviglio beneficiarono i più regolari partenopei e felsinei, col sodalizio genovese chiamato invece a recuperare terreno dalla vetta.
Espugnando il campo dell'opponente sabauda nel recupero del 19 marzo 1930 – con l'originario appuntamento del 2 febbraio precedente slittato a causa della neve – i nerazzurri confermarono il comando assunto pochi giorni addietro, facendo quindi lievitare lo scarto a 4 lunghezze un mese più tardi: a sostituirsi ai bianconeri nella rincorsa intervennero quindi i liguri, vittoriosi nel confronto diretto e attesi il 15 giugno da una capolista reduce dal passo falso compiuto in casa granata.
Un'accesa partita la cui disputa fu inizialmente posta in dubbio dal crollo di una gremita tribuna – evento che provocò decine di feriti ma senza alcuna vittima – consegnò al torneo il risultato di 3-3, utile ai lombardi per ipotecare uno Scudetto la cui certezza aritmetica si concretizzò alla penultima gara: gli uomini di Árpád Weisz frantumarono infatti le residue speranze della Juventus infliggendo ad essa una sconfitta per 2-0, circostanza favorevole di riflesso anche al Grifone che blindò nell'occasione la piazza d'onore. Maggiormente distanziate le altre inseguitrici, con 11 punti a separare il Torino quarto classificato dalle terzultime ex aequo Lazio e Triestina: lo sprofondo nella neonata cadetteria riguardò i summenzionati grigiorossi e patavini, questi fatalmente condannati da un cappotto subìto a Roma nella domenica finale.

## Squadre partecipanti
| Club         | Stagione | Città         | Stadio                                                                  | Stagione precedente               |
| ------------ | -------- | ------------- | ----------------------------------------------------------------------- | --------------------------------- |
| Alessandria  | dettagli | Alessandria   | Campo del Littorio                                                      | 3º posto in Divisione Nazionale/A |
| Ambrosiana   | dettagli | Milano        | Campo Virgilio Fossati Arena Civica (solo 9ª) Campo San Siro (solo 33ª) | 6º posto in Divisione Nazionale/B |
| Bologna      | dettagli | Bologna       | Stadio Littoriale                                                       | Campione d'Italia                 |
| Brescia      | dettagli | Brescia       | Stadium di viale Piave                                                  | 3º posto in Divisione Nazionale/B |
| Cremonese    | dettagli | Cremona       | Stadio Giovanni Zini                                                    | 7º posto in Divisione Nazionale/B |
| Genova 1893  | dettagli | Genova        | Campo Sportivo Genova 1893 Circolo del Calcio                           | 4º posto in Divisione Nazionale/B |
| Juventus     | dettagli | Torino        | Stadio di Corso Marsiglia                                               | 2º posto in Divisione Nazionale/B |
| Lazio        | dettagli | Roma          | Stadio della Rondinella                                                 | 8º posto in Divisione Nazionale/B |
| Livorno      | dettagli | Livorno       | Campo di Villa Chayes                                                   | 7º posto in Divisione Nazionale/A |
| Milan        | dettagli | Milano        | Campo San Siro                                                          | 2º posto in Divisione Nazionale/A |
| Modena       | dettagli | Modena        | Campo di Viale Fontanelli                                               | 6º posto in Divisione Nazionale/A |
| Napoli       | dettagli | Napoli        | Stadio Militare dell'Arenaccia (2ª-16ª) e Stadio Partenopeo (17ª-34ª)   | 8º posto in Divisione Nazionale/B |
| Padova       | dettagli | Padova        | Stadio Silvio Appiani                                                   | 8º posto in Divisione Nazionale/A |
| Pro Patria   | dettagli | Busto Arsizio | Stadio Comunale                                                         | 5º posto in Divisione Nazionale/A |
| Pro Vercelli | dettagli | Vercelli      | Campo piazza Conte di Torino Stadio Filadelfia, Torino (solo 34ª)       | 5º posto in Divisione Nazionale/B |
| Roma         | dettagli | Roma          | Stadio della Rondinella (solo 2ª) Campo Testaccio                       | 3º posto in Divisione Nazionale/A |
| Torino       | dettagli | Torino        | Stadio Filadelfia                                                       | Finalista                         |
| Triestina    | dettagli | Trieste       | Stadio Montebello Stadio Moretti, Udine (solo 30ª)                      | 9º posto in Divisione Nazionale/A |

## Allenatori e primatisti
| Squadra      | Allenatore                                                          | Calciatore più presente (tra parentesi il numero delle presenze) | Cannoniere (tra parentesi il numero delle reti) |
| ------------ | ------------------------------------------------------------------- | ---------------------------------------------------------------- | ----------------------------------------------- |
| Alessandria  | Carlo Carcano                                                       | Edoardo Avalle, Renato Cattaneo, Luigi Gallino (33)              | Giovanni Ferrari (18)                           |
| Ambrosiana   | Árpád Weisz                                                         | Giuseppe Meazza, Enrico Rivolta (33)                             | Giuseppe Meazza (31)                            |
| Bologna      | Hermann Felsner                                                     | Antonio Busini, Eraldo Monzeglio (34)                            | Bruno Maini (20)                                |
| Brescia      | Imre Schoffer                                                       | Ezio Morselli (34)                                               | Antonio Moretti (10)                            |
| Cremonese    | Béla Ludwig (1ª-17ª) Secondo Talamazzini (18ª-34ª)                  | Libero Pollastri (32)                                            | Olindo Serdoz, Otello Subinaghi (7)             |
| Genova 1893  | Renzo De Vecchi                                                     | Virgilio Felice Levratto (33)                                    | Elvio Banchero (17)                             |
| Juventus     | George Aitken                                                       | Gianpiero Combi, Raimundo Orsi (34)                              | Raimundo Orsi (15)                              |
| Lazio        | Ferenc Molnár (1ª-3ª) Pietro Piselli (4ª-?ª) Ferenc Molnár (?ª-34ª) | Leopoldo Caimmi (32)                                             | Luigi Ziroli (11)                               |
| Livorno      | Vilmos Rady                                                         | Mario Magnozzi, Paolo Silvestri (34)                             | Mario Magnozzi (15)                             |
| Milan        | Engelbert König                                                     | Francesco Pomi (34)                                              | Giuseppe Santagostino (11)                      |
| Modena       | József Ging                                                         | Alfredo Mazzoni, Angelo Piccaluga (34)                           | Antonio Carnevali, Angelo Piccaluga (10)        |
| Napoli       | William Garbutt                                                     | Paulo Innocenti                                                  | Antonio Vojak (20)                              |
| Padova       | Herbert Burgess (1ª-7ª) Aldo Fagiuoli (8ª-34ª)                      | Gastone Prendato (34)                                            | Giovanni Vecchina (17)                          |
| Pro Patria   | Imre János Bekey e Augusto Rangone                                  | Attilio Fizzotti (34)                                            | Italo Rossi (14)                                |
| Pro Vercelli | József Nagy                                                         | Egidio Scansetti (34)                                            | Alfredo Gatti (9)                               |
| Roma         | Guido Baccani (1ª-7ª) Herbert Burgess (8ª-34ª)                      | Bruno Ballanti, Giovanni Degni, Attilio Ferraris (34)            | Rodolfo Volk (21)                               |
| Torino       | Tony Cargnelli (1ª-6ª) Karl Stürmer (7ª-34ª)                        | Gino Rossetti (33)                                               | Gino Rossetti (17)                              |
| Triestina    | Rudolf Soutschek                                                    | Renato De Manzano, Lorenzo Gazzari, Rodolfo Ostromann (34)       | Renato De Manzano (11)                          |

## Classifica finale
|  | Pos. | Squadra      | Pt | G  | V  | N  | P  | GF | GS |
|  | ---- | ------------ | -- | -- | -- | -- | -- | -- | -- |
|  | 1.   | Ambrosiana   | 50 | 34 | 22 | 6  | 6  | 85 | 38 |
|  | 2.   | Genova 1893  | 48 | 34 | 20 | 8  | 6  | 63 | 39 |
|  | 3.   | Juventus     | 45 | 34 | 19 | 7  | 8  | 56 | 31 |
|  | 4.   | Torino       | 39 | 34 | 16 | 7  | 11 | 52 | 31 |
|  | 5.   | Napoli       | 37 | 34 | 14 | 9  | 11 | 61 | 51 |
|  | 6.   | Roma         | 36 | 34 | 15 | 6  | 13 | 73 | 52 |
|  | 6.   | Bologna      | 36 | 34 | 14 | 8  | 12 | 56 | 46 |
|  | 6.   | Alessandria  | 36 | 34 | 14 | 8  | 12 | 55 | 49 |
|  | 9.   | Pro Vercelli | 33 | 34 | 12 | 9  | 13 | 52 | 60 |
|  | 9.   | Brescia      | 33 | 34 | 13 | 7  | 14 | 45 | 56 |
|  | 11.  | Milan        | 32 | 34 | 11 | 10 | 13 | 52 | 48 |
|  | 12.  | Modena       | 30 | 34 | 11 | 8  | 15 | 48 | 55 |
|  | 12.  | Pro Patria   | 30 | 34 | 12 | 6  | 16 | 46 | 64 |
|  | 14.  | Livorno      | 29 | 34 | 12 | 5  | 17 | 51 | 79 |
|  | 15.  | Lazio        | 28 | 34 | 10 | 8  | 16 | 49 | 50 |
|  | 15.  | Triestina    | 28 | 34 | 11 | 6  | 17 | 42 | 59 |
|  | 17.  | Padova       | 26 | 34 | 11 | 4  | 19 | 52 | 78 |
|  | 18.  | Cremonese    | 16 | 34 | 4  | 8  | 22 | 31 | 83 |

Legenda:
      Campione d'Italia e qualificata in Coppa Europa Centrale 1930
      Qualificata in Coppa Europa Centrale 1930
      Retrocesse in Serie B 1930-1931
Regolamento:
Due punti a vittoria, uno a pareggio, zero a sconfitta.
Era in vigore il pari merito.

### Squadra campione
| Formazione tipo | Giocatori (presenze)     |
| --- | ------------------------ |
| Degani Gianfardoni Allemandi Rivolta Castellazzi Serantoni Blasevich Viani I Conti Visentin III Meazza | Valentino Degani (29)    |
| Degani Gianfardoni Allemandi Rivolta Castellazzi Serantoni Blasevich Viani I Conti Visentin III Meazza | Pietro Serantoni (31)    |
| Degani Gianfardoni Allemandi Rivolta Castellazzi Serantoni Blasevich Viani I Conti Visentin III Meazza | Guido Gianfardoni (31)   |
| Degani Gianfardoni Allemandi Rivolta Castellazzi Serantoni Blasevich Viani I Conti Visentin III Meazza | Antonio Blasevich (32)   |
| Degani Gianfardoni Allemandi Rivolta Castellazzi Serantoni Blasevich Viani I Conti Visentin III Meazza | Luigi Allemandi (29)     |
| Degani Gianfardoni Allemandi Rivolta Castellazzi Serantoni Blasevich Viani I Conti Visentin III Meazza | Leopoldo Conti (25)      |
| Degani Gianfardoni Allemandi Rivolta Castellazzi Serantoni Blasevich Viani I Conti Visentin III Meazza | Enrico Rivolta (33)      |
| Degani Gianfardoni Allemandi Rivolta Castellazzi Serantoni Blasevich Viani I Conti Visentin III Meazza | Umberto Visentin (32)    |
| Degani Gianfardoni Allemandi Rivolta Castellazzi Serantoni Blasevich Viani I Conti Visentin III Meazza | Giuseppe Viani (31)      |
| Degani Gianfardoni Allemandi Rivolta Castellazzi Serantoni Blasevich Viani I Conti Visentin III Meazza | Giuseppe Meazza (33)     |
| Degani Gianfardoni Allemandi Rivolta Castellazzi Serantoni Blasevich Viani I Conti Visentin III Meazza | Armando Castellazzi (32) |
| Altri giocatori: Bonifacio Smerzi (5), Giovanni Bolzoni (8), Vincenzo Coppo (3), Stefano Gallio (1), Giovanni Gasparini (2), Luigi Ciminaghi (1), Giulio Balestrini (9); Pietro Povero (9), Luigi Rizzi (1), Giulio Balestrini (1), Luigi Pedrazzini (1). |                          |

## Risultati

### Tabellone
|              | Ale  | Amb  | Bol  | Bre  | Cre  | Gen  | Juv  | Laz  | Liv  | Mil  | Mod  | Nap  | Pad  | PPa  | PVe  | Rom  | Tor  | Tri  |
| ------------ | ---- | ---- | ---- | ---- | ---- | ---- | ---- | ---- | ---- | ---- | ---- | ---- | ---- | ---- | ---- | ---- | ---- | ---- |
| Alessandria  | –––– | 1-2  | 2-3  | 4-0  | 3-0  | 0-2  | 1-0  | 4-2  | 3-2  | 2-1  | 1-1  | 2-1  | 4-2  | 0-0  | 0-2  | 3-1  | 3-3  | 4-1  |
| Ambrosiana   | 2-0  | –––– | 2-1  | 5-1  | 3-2  | 3-3  | 2-0  | 4-2  | 6-2  | 2-0  | 5-1  | 2-1  | 6-1  | 8-0  | 4-0  | 6-0  | 3-0  | 1-2  |
| Bologna      | 1-2  | 2-2  | –––– | 0-0  | 4-1  | 0-1  | 0-1  | 3-2  | 6-1  | 1-1  | 2-1  | 3-1  | 1-2  | 2-0  | 2-2  | 5-2  | 0-1  | 2-2  |
| Brescia      | 2-1  | 0-0  | 2-0  | –––– | 4-3  | 4-1  | 2-2  | 3-2  | 2-0  | 4-1  | 3-2  | 2-1  | 3-2  | 2-1  | 1-0  | 1-1  | 0-2  | 0-1  |
| Cremonese    | 1-1  | 0-0  | 0-3  | 0-1  | –––– | 1-2  | 0-0  | 1-3  | 1-2  | 0-2  | 2-2  | 0-0  | 1-1  | 1-2  | 0-0  | 1-0  | 0-1  | 2-1  |
| Genova 1893  | 2-1  | 1-4  | 2-0  | 1-0  | 2-1  | –––– | 2-0  | 2-0  | 2-0  | 2-2  | 2-2  | 2-2  | 8-0  | 6-2  | 1-0  | 3-1  | 1-0  | 2-1  |
| Juventus     | 2-1  | 1-2  | 2-0  | 0-0  | 4-1  | 0-0  | –––– | 3-1  | 4-1  | 3-1  | 1-0  | 3-2  | 3-1  | 1-0  | 6-1  | 2-1  | 2-0  | 0-1  |
| Lazio        | 0-0  | 1-1  | 3-0  | 0-0  | 6-0  | 3-0  | 0-1  | –––– | 3-1  | 0-0  | 4-0  | 0-2  | 4-0  | 2-1  | 3-2  | 0-1  | 1-0  | 0-0  |
| Livorno      | 2-1  | 1-2  | 0-2  | 5-3  | 1-1  | 3-1  | 1-5  | 4-0  | –––– | 4-1  | 2-2  | 3-0  | 4-3  | 2-1  | 1-1  | 1-0  | 1-0  | 2-0  |
| Milan        | 0-1  | 1-2  | 0-1  | 4-1  | 5-2  | 0-2  | 1-1  | 2-1  | 2-2  | –––– | 1-0  | 2-2  | 6-0  | 3-2  | 3-0  | 3-1  | 1-2  | 2-1  |
| Modena       | 0-1  | 2-0  | 1-2  | 2-1  | 5-1  | 2-1  | 2-1  | 0-0  | 6-0  | 1-1  | –––– | 0-5  | 0-2  | 2-1  | 1-1  | 1-2  | 2-1  | 2-1  |
| Napoli       | 3-1  | 3-1  | 2-1  | 1-1  | 3-0  | 1-2  | 2-2  | 3-0  | 1-1  | 2-1  | 2-1  | –––– | 1-0  | 4-2  | 1-1  | 1-1  | 2-0  | 4-1  |
| Padova       | 1-3  | 1-2  | 2-3  | 2-1  | 0-1  | 0-0  | 2-1  | 2-1  | 3-1  | 1-1  | 1-3  | 3-0  | –––– | 7-0  | 5-0  | 3-0  | 1-0  | 1-2  |
| Pro Patria   | 4-0  | 0-0  | 2-1  | 2-0  | 4-2  | 0-1  | 0-1  | 0-0  | 5-0  | 2-1  | 2-0  | 3-2  | 0-0  | –––– | 1-0  | 6-1  | 1-0  | 1-1  |
| Pro Vercelli | 2-2  | 1-0  | 2-2  | 2-0  | 3-2  | 3-3  | 1-0  | 3-1  | 4-1  | 0-1  | 2-1  | 4-0  | 5-1  | 0-0  | –––– | 2-0  | 0-2  | 6-0  |
| Roma         | 1-1  | 2-0  | 2-2  | 2-1  | 9-0  | 2-0  | 2-3  | 3-1  | 2-0  | 1-0  | 4-2  | 2-2  | 8-0  | 5-0  | 7-0  | –––– | 3-0  | 5-0  |
| Torino       | 2-2  | 4-1  | 0-0  | 5-0  | 2-3  | 1-1  | 0-0  | 1-0  | 3-0  | 0-0  | 0-0  | 1-0  | 3-1  | 7-0  | 5-1  | 1-0  | –––– | 4-1  |
| Triestina    | 1-0  | 1-2  | 0-1  | 1-0  | 4-0  | 0-2  | 0-1  | 3-3  | 3-0  | 2-2  | 0-1  | 3-4  | 2-1  | 2-1  | 3-1  | 1-1  | 0-1  | –––– |

### Calendario
La prima edizione del campionato a girone unico prese avvio il 6 ottobre 1929, con il termine fissato al 6 luglio 1930: le soste per impegni della Nazionale azzurra ebbero luogo al 1º dicembre 1929, 9 febbraio, 2 marzo, 6 aprile, 11 maggio e 22 giugno 1930.
| andata (1ª) | andata (1ª) | Prima giornata           | ritorno (18ª) | ritorno (18ª) |
|             |             |                          |               |               |
| 6 ott.      | 3-1         | Alessandria-Roma         | 1-1           | 23 feb.       |
| 6 ott.      | 3-2         | Juventus-Napoli          | 2-2           | 23 feb.       |
| 6 ott.      | 3-0         | Lazio-Bologna            | 2-3           | 23 feb.       |
| 6 ott.      | 1-2         | Livorno-Ambrosiana       | 2-6           | 23 feb.       |
| 6 ott.      | 4-1         | Milan-Brescia            | 1-4           | 23 feb.       |
| 6 ott.      | 1-3         | Padova-Modena            | 2-0           | 23 feb.       |
| 6 ott.      | 4-2         | Pro Patria-Cremonese     | 2-1           | 23 feb.       |
| 6 ott.      | 3-3         | Pro Vercelli-Genova 1893 | 0-1           | 23 feb.       |
| 6 ott.      | 0-1         | Triestina-Torino         | 1-4           | 23 feb.       |

| andata (2ª) | andata (2ª) | Seconda giornata        | ritorno (19ª) | ritorno (19ª) |
|             |             |                         |               |               |
| 13 ott.     | 0-0         | Alessandria-Pro Patria  | 0-4           | 9 mar.        |
| 13 ott.     | 2-2         | Bologna-Triestina       | 1-0           | 9 mar.        |
| 13 ott.     | 2-0         | Genova 1893-Lazio       | 0-3           | 9 mar.        |
| 13 ott.     | 1-5         | Livorno-Juventus        | 1-4           | 9 mar.        |
| 13 ott.     | 1-0         | Milan-Modena            | 1-1           | 9 mar.        |
| 13 ott.     | 1-1         | Napoli-Brescia          | 1-2           | 9 mar.        |
| 13 ott.     | 1-0         | Pro Vercelli-Ambrosiana | 0-4           | 9 mar.        |
| 13 ott.     | 9-0         | Roma-Cremonese          | 0-1           | 9 mar.        |
| 13 ott.     | 3-1         | Torino-Padova           | 0-1           | 9 mar.        |

| andata (1ª) | andata (1ª) | Prima giornata           | ritorno (18ª) | ritorno (18ª) |
|             |             |                          |               |               |
| 6 ott.      | 3-1         | Alessandria-Roma         | 1-1           | 23 feb.       |
| 6 ott.      | 3-2         | Juventus-Napoli          | 2-2           | 23 feb.       |
| 6 ott.      | 3-0         | Lazio-Bologna            | 2-3           | 23 feb.       |
| 6 ott.      | 1-2         | Livorno-Ambrosiana       | 2-6           | 23 feb.       |
| 6 ott.      | 4-1         | Milan-Brescia            | 1-4           | 23 feb.       |
| 6 ott.      | 1-3         | Padova-Modena            | 2-0           | 23 feb.       |
| 6 ott.      | 4-2         | Pro Patria-Cremonese     | 2-1           | 23 feb.       |
| 6 ott.      | 3-3         | Pro Vercelli-Genova 1893 | 0-1           | 23 feb.       |
| 6 ott.      | 0-1         | Triestina-Torino         | 1-4           | 23 feb.       |

| andata (2ª) | andata (2ª) | Seconda giornata        | ritorno (19ª) | ritorno (19ª) |
|             |             |                         |               |               |
| 13 ott.     | 0-0         | Alessandria-Pro Patria  | 0-4           | 9 mar.        |
| 13 ott.     | 2-2         | Bologna-Triestina       | 1-0           | 9 mar.        |
| 13 ott.     | 2-0         | Genova 1893-Lazio       | 0-3           | 9 mar.        |
| 13 ott.     | 1-5         | Livorno-Juventus        | 1-4           | 9 mar.        |
| 13 ott.     | 1-0         | Milan-Modena            | 1-1           | 9 mar.        |
| 13 ott.     | 1-1         | Napoli-Brescia          | 1-2           | 9 mar.        |
| 13 ott.     | 1-0         | Pro Vercelli-Ambrosiana | 0-4           | 9 mar.        |
| 13 ott.     | 9-0         | Roma-Cremonese          | 0-1           | 9 mar.        |
| 13 ott.     | 3-1         | Torino-Padova           | 0-1           | 9 mar.        |

| andata (3ª) | andata (3ª) | Terza giornata         | ritorno (20ª) | ritorno (20ª) |
|             |             |                        |               |               |
| 20 ott.     | 2-1         | Ambrosiana-Bologna     | 2-2           | 16 mar.       |
| 20 ott.     | 3-2         | Brescia-Padova         | 1-2           | 16 mar.       |
| 20 ott.     | 0-0         | Cremonese-Juventus     | 1-4           | 16 mar.       |
| 20 ott.     | 0-0         | Lazio-Alessandria      | 2-4           | 16 mar.       |
| 20 ott.     | 1-1         | Modena-Pro Vercelli    | 1-2           | 16 mar.       |
| 20 ott.     | 2-1         | Napoli-Milan           | 2-2           | 16 mar.       |
| 20 ott.     | 0-1         | Pro Patria-Genova 1893 | 2-6           | 16 mar.       |
| 20 ott.     | 3-0         | Torino-Livorno         | 0-1           | 16 mar.       |
| 20 ott.     | 1-1         | Triestina-Roma         | 0-5           | 16 mar.       |

| andata (4ª) | andata (4ª) | Quarta giornata      | ritorno (21ª) | ritorno (21ª) |
|             |             |                      |               |               |
| 27 ott.     | 3-1         | Bologna-Napoli       | 1-2           | 23 mar.       |
| 27 ott.     | 2-1         | Cremonese-Triestina  | 0-4           | 23 mar.       |
| 27 ott.     | 1-0         | Genova 1893-Torino   | 1-1           | 23 mar.       |
| 27 ott.     | 1-0         | Juventus-Pro Patria  | 1-0           | 23 mar.       |
| 27 ott.     | 1-1         | Lazio-Ambrosiana     | 2-4           | 23 mar.       |
| 27 ott.     | 2-2         | Livorno-Modena       | 0-6           | 23 mar.       |
| 27 ott.     | 3-1         | Milan-Roma           | 0-1           | 23 mar.       |
| 27 ott.     | 1-3         | Padova-Alessandria   | 2-4           | 23 mar.       |
| 27 ott.     | 2-0         | Pro Vercelli-Brescia | 0-1           | 23 mar.       |

| andata (3ª) | andata (3ª) | Terza giornata         | ritorno (20ª) | ritorno (20ª) |
|             |             |                        |               |               |
| 20 ott.     | 2-1         | Ambrosiana-Bologna     | 2-2           | 16 mar.       |
| 20 ott.     | 3-2         | Brescia-Padova         | 1-2           | 16 mar.       |
| 20 ott.     | 0-0         | Cremonese-Juventus     | 1-4           | 16 mar.       |
| 20 ott.     | 0-0         | Lazio-Alessandria      | 2-4           | 16 mar.       |
| 20 ott.     | 1-1         | Modena-Pro Vercelli    | 1-2           | 16 mar.       |
| 20 ott.     | 2-1         | Napoli-Milan           | 2-2           | 16 mar.       |
| 20 ott.     | 0-1         | Pro Patria-Genova 1893 | 2-6           | 16 mar.       |
| 20 ott.     | 3-0         | Torino-Livorno         | 0-1           | 16 mar.       |
| 20 ott.     | 1-1         | Triestina-Roma         | 0-5           | 16 mar.       |

| andata (4ª) | andata (4ª) | Quarta giornata      | ritorno (21ª) | ritorno (21ª) |
|             |             |                      |               |               |
| 27 ott.     | 3-1         | Bologna-Napoli       | 1-2           | 23 mar.       |
| 27 ott.     | 2-1         | Cremonese-Triestina  | 0-4           | 23 mar.       |
| 27 ott.     | 1-0         | Genova 1893-Torino   | 1-1           | 23 mar.       |
| 27 ott.     | 1-0         | Juventus-Pro Patria  | 1-0           | 23 mar.       |
| 27 ott.     | 1-1         | Lazio-Ambrosiana     | 2-4           | 23 mar.       |
| 27 ott.     | 2-2         | Livorno-Modena       | 0-6           | 23 mar.       |
| 27 ott.     | 3-1         | Milan-Roma           | 0-1           | 23 mar.       |
| 27 ott.     | 1-3         | Padova-Alessandria   | 2-4           | 23 mar.       |
| 27 ott.     | 2-0         | Pro Vercelli-Brescia | 0-1           | 23 mar.       |

| andata (5ª) | andata (5ª) | Quinta giornata       | ritorno (22ª) | ritorno (22ª) |
|             |             |                       |               |               |
| 3 nov.      | 3-3         | Alessandria-Torino    | 2-2           | 30 mar.       |
| 3 nov.      | 3-2         | Ambrosiana-Cremonese  | 0-0           | 30 mar.       |
| 3 nov.      | 1-1         | Bologna-Milan         | 1-0           | 30 mar.       |
| 3 nov.      | 6-1         | Juventus-Pro Vercelli | 0-1           | 30 mar.       |
| 3 nov.      | 2-1         | Modena-Genova 1893    | 2-2           | 30 mar.       |
| 3 nov.      | 1-1         | Napoli-Livorno        | 0-3           | 30 mar.       |
| 3 nov.      | 0-0         | Pro Patria-Padova     | 0-7           | 30 mar.       |
| 3 nov.      | 2-1         | Roma-Brescia          | 1-1           | 30 mar.       |
| 3 nov.      | 3-3         | Triestina-Lazio       | 0-0           | 30 mar.       |

| andata (6ª) | andata (6ª) | Sesta giornata         | ritorno (23ª) | ritorno (23ª) |
|             |             |                        |               |               |
| 10 nov.     | 1-0         | Alessandria-Juventus   | 1-2           | 13 apr.       |
| 10 nov.     | 2-1         | Brescia-Pro Patria     | 0-2           | 11 mag.       |
| 10 nov.     | 1-2         | Cremonese-Genova 1893  | 1-2           | 13 apr.       |
| 10 nov.     | 1-2         | Milan-Ambrosiana       | 0-2           | 13 apr.       |
| 10 nov.     | 0-0         | Modena-Lazio           | 0-4           | 13 apr.       |
| 10 nov.     | 3-1         | Padova-Livorno         | 3-4           | 13 apr.       |
| 10 nov.     | 2-2         | Roma-Napoli            | 1-1           | 13 apr.       |
| 10 nov.     | 0-0         | Torino-Bologna         | 1-0           | 13 apr.       |
| 10 nov.     | 3-1         | Triestina-Pro Vercelli | 0-6           | 13 apr.       |

| andata (5ª) | andata (5ª) | Quinta giornata       | ritorno (22ª) | ritorno (22ª) |
|             |             |                       |               |               |
| 3 nov.      | 3-3         | Alessandria-Torino    | 2-2           | 30 mar.       |
| 3 nov.      | 3-2         | Ambrosiana-Cremonese  | 0-0           | 30 mar.       |
| 3 nov.      | 1-1         | Bologna-Milan         | 1-0           | 30 mar.       |
| 3 nov.      | 6-1         | Juventus-Pro Vercelli | 0-1           | 30 mar.       |
| 3 nov.      | 2-1         | Modena-Genova 1893    | 2-2           | 30 mar.       |
| 3 nov.      | 1-1         | Napoli-Livorno        | 0-3           | 30 mar.       |
| 3 nov.      | 0-0         | Pro Patria-Padova     | 0-7           | 30 mar.       |
| 3 nov.      | 2-1         | Roma-Brescia          | 1-1           | 30 mar.       |
| 3 nov.      | 3-3         | Triestina-Lazio       | 0-0           | 30 mar.       |

| andata (6ª) | andata (6ª) | Sesta giornata         | ritorno (23ª) | ritorno (23ª) |
|             |             |                        |               |               |
| 10 nov.     | 1-0         | Alessandria-Juventus   | 1-2           | 13 apr.       |
| 10 nov.     | 2-1         | Brescia-Pro Patria     | 0-2           | 11 mag.       |
| 10 nov.     | 1-2         | Cremonese-Genova 1893  | 1-2           | 13 apr.       |
| 10 nov.     | 1-2         | Milan-Ambrosiana       | 0-2           | 13 apr.       |
| 10 nov.     | 0-0         | Modena-Lazio           | 0-4           | 13 apr.       |
| 10 nov.     | 3-1         | Padova-Livorno         | 3-4           | 13 apr.       |
| 10 nov.     | 2-2         | Roma-Napoli            | 1-1           | 13 apr.       |
| 10 nov.     | 0-0         | Torino-Bologna         | 1-0           | 13 apr.       |
| 10 nov.     | 3-1         | Triestina-Pro Vercelli | 0-6           | 13 apr.       |

| andata (7ª) | andata (7ª) | Settima giornata        | ritorno (24ª) | ritorno (24ª) |
|             |             |                         |               |               |
| 17 nov.     | 6-1         | Ambrosiana-Padova       | 2-1           | 20 apr.       |
| 17 nov.     | 2-0         | Bologna-Pro Patria      | 1-2           | 20 apr.       |
| 17 nov.     | 0-1         | Brescia-Triestina       | 0-1           | 20 apr.       |
| 17 nov.     | 2-1         | Genova 1893-Alessandria | 2-0           | 20 apr.       |
| 17 nov.     | 1-0         | Juventus-Modena         | 1-2           | 20 apr.       |
| 17 nov.     | 6-0         | Lazio-Cremonese         | 3-1           | 20 apr.       |
| 17 nov.     | 4-1         | Livorno-Milan           | 2-2           | 20 apr.       |
| 17 nov.     | 2-0         | Napoli-Torino           | 0-1           | 20 apr.       |
| 17 nov.     | 2-0         | Pro Vercelli-Roma       | 0-7           | 20 apr.       |

| andata (8ª) | andata (8ª) | Ottava giornata        | ritorno (25ª) | ritorno (25ª) |
|             |             |                        |               |               |
| 24 nov.     | 4-0         | Alessandria-Brescia    | 1-2           | 27 apr.       |
| 24 nov.     | 0-0         | Cremonese-Pro Vercelli | 2-3           | 27 apr.       |
| 24 nov.     | 2-1         | Milan-Lazio            | 0-0           | 27 apr.       |
| 24 nov.     | 0-5         | Modena-Napoli          | 1-2           | 27 apr.       |
| 24 nov.     | 2-3         | Padova-Bologna         | 2-1           | 27 apr.       |
| 24 nov.     | 5-0         | Pro Patria-Livorno     | 1-2           | 27 apr.       |
| 24 nov.     | 2-0         | Roma-Ambrosiana        | 0-6           | 27 apr.       |
| 24 nov.     | 0-0         | Torino-Juventus        | 0-2           | 27 apr.       |
| 24 nov.     | 0-2         | Triestina-Genova 1893  | 1-2           | 27 apr.       |

| andata (7ª) | andata (7ª) | Settima giornata        | ritorno (24ª) | ritorno (24ª) |
|             |             |                         |               |               |
| 17 nov.     | 6-1         | Ambrosiana-Padova       | 2-1           | 20 apr.       |
| 17 nov.     | 2-0         | Bologna-Pro Patria      | 1-2           | 20 apr.       |
| 17 nov.     | 0-1         | Brescia-Triestina       | 0-1           | 20 apr.       |
| 17 nov.     | 2-1         | Genova 1893-Alessandria | 2-0           | 20 apr.       |
| 17 nov.     | 1-0         | Juventus-Modena         | 1-2           | 20 apr.       |
| 17 nov.     | 6-0         | Lazio-Cremonese         | 3-1           | 20 apr.       |
| 17 nov.     | 4-1         | Livorno-Milan           | 2-2           | 20 apr.       |
| 17 nov.     | 2-0         | Napoli-Torino           | 0-1           | 20 apr.       |
| 17 nov.     | 2-0         | Pro Vercelli-Roma       | 0-7           | 20 apr.       |

| andata (8ª) | andata (8ª) | Ottava giornata        | ritorno (25ª) | ritorno (25ª) |
|             |             |                        |               |               |
| 24 nov.     | 4-0         | Alessandria-Brescia    | 1-2           | 27 apr.       |
| 24 nov.     | 0-0         | Cremonese-Pro Vercelli | 2-3           | 27 apr.       |
| 24 nov.     | 2-1         | Milan-Lazio            | 0-0           | 27 apr.       |
| 24 nov.     | 0-5         | Modena-Napoli          | 1-2           | 27 apr.       |
| 24 nov.     | 2-3         | Padova-Bologna         | 2-1           | 27 apr.       |
| 24 nov.     | 5-0         | Pro Patria-Livorno     | 1-2           | 27 apr.       |
| 24 nov.     | 2-0         | Roma-Ambrosiana        | 0-6           | 27 apr.       |
| 24 nov.     | 0-0         | Torino-Juventus        | 0-2           | 27 apr.       |
| 24 nov.     | 0-2         | Triestina-Genova 1893  | 1-2           | 27 apr.       |

| andata (9ª) | andata (9ª) | Nona giornata            | ritorno (26ª) | ritorno (26ª) |
|             |             |                          |               |               |
| 8 dic.      | 1-2         | Ambrosiana-Triestina     | 2-1           | 4 mag.        |
| 8 dic.      | 0-2         | Brescia-Torino           | 0-5           | 4 mag.        |
| 8 dic.      | 8-0         | Genova 1893-Padova       | 0-0           | 4 mag.        |
| 8 dic.      | 3-1         | Juventus-Milan           | 1-1           | 4 mag.        |
| 8 dic.      | 0-1         | Lazio-Roma               | 1-3           | 4 mag.        |
| 8 dic.      | 0-2         | Livorno-Bologna          | 1-6           | 4 mag.        |
| 8 dic.      | 2-1         | Modena-Pro Patria        | 0-2           | 4 mag.        |
| 8 dic.      | 3-0         | Napoli-Cremonese         | 0-0           | 4 mag.        |
| 8 dic.      | 2-2         | Pro Vercelli-Alessandria | 2-0           | 4 mag.        |

| andata (10ª) | andata (10ª) | Decima giornata        | ritorno (27ª) | ritorno (27ª) |
|              |              |                        |               |               |
| 15 dic.      | 1-2          | Alessandria-Ambrosiana | 0-2           | 18 mag.       |
| 15 dic.      | 0-1          | Bologna-Juventus       | 0-2           | 18 mag.       |
| 15 dic.      | 3-2          | Brescia-Lazio          | 0-0           | 18 mag.       |
| 15 dic.      | 5-2          | Milan-Cremonese        | 2-0           | 18 mag.       |
| 15 dic.      | 3-2          | Pro Patria-Napoli      | 2-4           | 18 mag.       |
| 15 dic.      | 5-1          | Pro Vercelli-Padova    | 0-5           | 18 mag.       |
| 15 dic.      | 2-0          | Roma-Genova 1893       | 1-3           | 18 mag.       |
| 15 dic.      | 0-0          | Torino-Modena          | 1-2           | 18 mag.       |
| 15 dic.      | 3-0          | Triestina-Livorno      | 0-2           | 18 mag.       |

| andata (9ª) | andata (9ª) | Nona giornata            | ritorno (26ª) | ritorno (26ª) |
|             |             |                          |               |               |
| 8 dic.      | 1-2         | Ambrosiana-Triestina     | 2-1           | 4 mag.        |
| 8 dic.      | 0-2         | Brescia-Torino           | 0-5           | 4 mag.        |
| 8 dic.      | 8-0         | Genova 1893-Padova       | 0-0           | 4 mag.        |
| 8 dic.      | 3-1         | Juventus-Milan           | 1-1           | 4 mag.        |
| 8 dic.      | 0-1         | Lazio-Roma               | 1-3           | 4 mag.        |
| 8 dic.      | 0-2         | Livorno-Bologna          | 1-6           | 4 mag.        |
| 8 dic.      | 2-1         | Modena-Pro Patria        | 0-2           | 4 mag.        |
| 8 dic.      | 3-0         | Napoli-Cremonese         | 0-0           | 4 mag.        |
| 8 dic.      | 2-2         | Pro Vercelli-Alessandria | 2-0           | 4 mag.        |

| andata (10ª) | andata (10ª) | Decima giornata        | ritorno (27ª) | ritorno (27ª) |
|              |              |                        |               |               |
| 15 dic.      | 1-2          | Alessandria-Ambrosiana | 0-2           | 18 mag.       |
| 15 dic.      | 0-1          | Bologna-Juventus       | 0-2           | 18 mag.       |
| 15 dic.      | 3-2          | Brescia-Lazio          | 0-0           | 18 mag.       |
| 15 dic.      | 5-2          | Milan-Cremonese        | 2-0           | 18 mag.       |
| 15 dic.      | 3-2          | Pro Patria-Napoli      | 2-4           | 18 mag.       |
| 15 dic.      | 5-1          | Pro Vercelli-Padova    | 0-5           | 18 mag.       |
| 15 dic.      | 2-0          | Roma-Genova 1893       | 1-3           | 18 mag.       |
| 15 dic.      | 0-0          | Torino-Modena          | 1-2           | 18 mag.       |
| 15 dic.      | 3-0          | Triestina-Livorno      | 0-2           | 18 mag.       |

| andata (11ª) | andata (11ª) | Undicesima giornata   | ritorno (28ª) | ritorno (28ª) |
|              |              |                       |               |               |
| 22 dic.      | 0-1          | Cremonese-Torino      | 3-2           | 25 mag.       |
| 22 dic.      | 2-0          | Genova 1893-Bologna   | 1-0           | 25 mag.       |
| 22 dic.      | 0-0          | Juventus-Brescia      | 2-2           | 25 mag.       |
| 22 dic.      | 4-0          | Lazio-Padova          | 1-2           | 25 mag.       |
| 22 dic.      | 1-0          | Livorno-Roma          | 0-2           | 25 mag.       |
| 22 dic.      | 0-1          | Milan-Alessandria     | 1-2           | 25 mag.       |
| 22 dic.      | 1-1          | Napoli-Pro Vercelli   | 0-4           | 25 mag.       |
| 22 dic.      | 0-0          | Pro Patria-Ambrosiana | 0-8           | 25 mag.       |
| 22 dic.      | 0-1          | Triestina-Modena      | 1-2           | 25 mag.       |

| andata (12ª) | andata (12ª) | Dodicesima giornata | ritorno (29ª) | ritorno (29ª) |
|              |              |                     |               |               |
| 5 gen.       | 2-1          | Ambrosiana-Napoli   | 1-3           | 29 mag.       |
| 5 gen.       | 1-2          | Bologna-Alessandria | 3-2           | 29 mag.       |
| 5 gen.       | 1-2          | Cremonese-Livorno   | 1-1           | 29 mag.       |
| 5 gen.       | 1-0          | Genova 1893-Brescia | 1-4           | 29 mag.       |
| 5 gen.       | 2-1          | Lazio-Pro Patria    | 0-0           | 29 mag.       |
| 5 gen.       | 1-2          | Modena-Roma         | 2-4           | 29 mag.       |
| 5 gen.       | 1-1          | Padova-Milan        | 0-6           | 29 mag.       |
| 5 gen.       | 5-1          | Torino-Pro Vercelli | 2-0           | 29 mag.       |
| 5 gen.       | 0-1          | Triestina-Juventus  | 1-0           | 29 mag.       |

| andata (11ª) | andata (11ª) | Undicesima giornata   | ritorno (28ª) | ritorno (28ª) |
|              |              |                       |               |               |
| 22 dic.      | 0-1          | Cremonese-Torino      | 3-2           | 25 mag.       |
| 22 dic.      | 2-0          | Genova 1893-Bologna   | 1-0           | 25 mag.       |
| 22 dic.      | 0-0          | Juventus-Brescia      | 2-2           | 25 mag.       |
| 22 dic.      | 4-0          | Lazio-Padova          | 1-2           | 25 mag.       |
| 22 dic.      | 1-0          | Livorno-Roma          | 0-2           | 25 mag.       |
| 22 dic.      | 0-1          | Milan-Alessandria     | 1-2           | 25 mag.       |
| 22 dic.      | 1-1          | Napoli-Pro Vercelli   | 0-4           | 25 mag.       |
| 22 dic.      | 0-0          | Pro Patria-Ambrosiana | 0-8           | 25 mag.       |
| 22 dic.      | 0-1          | Triestina-Modena      | 1-2           | 25 mag.       |

| andata (12ª) | andata (12ª) | Dodicesima giornata | ritorno (29ª) | ritorno (29ª) |
|              |              |                     |               |               |
| 5 gen.       | 2-1          | Ambrosiana-Napoli   | 1-3           | 29 mag.       |
| 5 gen.       | 1-2          | Bologna-Alessandria | 3-2           | 29 mag.       |
| 5 gen.       | 1-2          | Cremonese-Livorno   | 1-1           | 29 mag.       |
| 5 gen.       | 1-0          | Genova 1893-Brescia | 1-4           | 29 mag.       |
| 5 gen.       | 2-1          | Lazio-Pro Patria    | 0-0           | 29 mag.       |
| 5 gen.       | 1-2          | Modena-Roma         | 2-4           | 29 mag.       |
| 5 gen.       | 1-1          | Padova-Milan        | 0-6           | 29 mag.       |
| 5 gen.       | 5-1          | Torino-Pro Vercelli | 2-0           | 29 mag.       |
| 5 gen.       | 0-1          | Triestina-Juventus  | 1-0           | 29 mag.       |

| andata (13ª) | andata (13ª) | Tredicesima giornata  | ritorno (30ª) | ritorno (30ª) |
|              |              |                       |               |               |
| 12 gen.      | 4-1          | Alessandria-Triestina | 0-1           | 1º giu.       |
| 12 gen.      | 0-0          | Brescia-Ambrosiana    | 1-5           | 1º giu.       |
| 12 gen.      | 3-2          | Milan-Pro Patria      | 1-2           | 1º giu.       |
| 12 gen.      | 1-2          | Modena-Bologna        | 1-2           | 1º giu.       |
| 12 gen.      | 1-2          | Napoli-Genova 1893    | 2-2           | 1º giu.       |
| 12 gen.      | 0-1          | Padova-Cremonese      | 1-1           | 1º giu.       |
| 12 gen.      | 4-1          | Pro Vercelli-Livorno  | 1-1           | 1º giu.       |
| 12 gen.      | 2-3          | Roma-Juventus         | 1-2           | 1º giu.       |
| 12 gen.      | 1-0          | Torino-Lazio          | 0-1           | 1º giu.       |

| andata (14ª) | andata (14ª) | Quattordicesima giornata | ritorno (31ª) | ritorno (31ª) |
|              |              |                          |               |               |
| 19 gen.      | 3-0          | Ambrosiana-Torino        | 1-4           | 8 giu.        |
| 19 gen.      | 0-0          | Bologna-Brescia          | 0-2           | 8 giu.        |
| 19 gen.      | 2-2          | Cremonese-Modena         | 1-5           | 8 giu.        |
| 19 gen.      | 0-0          | Juventus-Genova 1893     | 0-2           | 8 giu.        |
| 19 gen.      | 0-2          | Lazio-Napoli             | 0-3           | 8 giu.        |
| 19 gen.      | 2-1          | Livorno-Alessandria      | 2-3           | 8 giu.        |
| 19 gen.      | 6-1          | Pro Patria-Roma          | 0-5           | 8 giu.        |
| 19 gen.      | 0-1          | Pro Vercelli-Milan       | 0-3           | 8 giu.        |
| 19 gen.      | 2-1          | Triestina-Padova         | 2-1           | 8 giu.        |

| andata (13ª) | andata (13ª) | Tredicesima giornata  | ritorno (30ª) | ritorno (30ª) |
|              |              |                       |               |               |
| 12 gen.      | 4-1          | Alessandria-Triestina | 0-1           | 1º giu.       |
| 12 gen.      | 0-0          | Brescia-Ambrosiana    | 1-5           | 1º giu.       |
| 12 gen.      | 3-2          | Milan-Pro Patria      | 1-2           | 1º giu.       |
| 12 gen.      | 1-2          | Modena-Bologna        | 1-2           | 1º giu.       |
| 12 gen.      | 1-2          | Napoli-Genova 1893    | 2-2           | 1º giu.       |
| 12 gen.      | 0-1          | Padova-Cremonese      | 1-1           | 1º giu.       |
| 12 gen.      | 4-1          | Pro Vercelli-Livorno  | 1-1           | 1º giu.       |
| 12 gen.      | 2-3          | Roma-Juventus         | 1-2           | 1º giu.       |
| 12 gen.      | 1-0          | Torino-Lazio          | 0-1           | 1º giu.       |

| andata (14ª) | andata (14ª) | Quattordicesima giornata | ritorno (31ª) | ritorno (31ª) |
|              |              |                          |               |               |
| 19 gen.      | 3-0          | Ambrosiana-Torino        | 1-4           | 8 giu.        |
| 19 gen.      | 0-0          | Bologna-Brescia          | 0-2           | 8 giu.        |
| 19 gen.      | 2-2          | Cremonese-Modena         | 1-5           | 8 giu.        |
| 19 gen.      | 0-0          | Juventus-Genova 1893     | 0-2           | 8 giu.        |
| 19 gen.      | 0-2          | Lazio-Napoli             | 0-3           | 8 giu.        |
| 19 gen.      | 2-1          | Livorno-Alessandria      | 2-3           | 8 giu.        |
| 19 gen.      | 6-1          | Pro Patria-Roma          | 0-5           | 8 giu.        |
| 19 gen.      | 0-1          | Pro Vercelli-Milan       | 0-3           | 8 giu.        |
| 19 gen.      | 2-1          | Triestina-Padova         | 2-1           | 8 giu.        |

| andata (15ª) | andata (15ª) | Quindicesima giornata   | ritorno (32ª) | ritorno (32ª) |
|              |              |                         |               |               |
| 19 mar.      | 2-1          | Alessandria-Napoli      | 1-3           | 15 giu.       |
| 26 gen.      | 4-1          | Bologna-Cremonese       | 3-0           | 15 giu.       |
| 26 gen.      | 3-2          | Brescia-Modena          | 1-2           | 15 giu.       |
| 26 gen.      | 1-4          | Genova 1893-Ambrosiana  | 3-3           | 15 giu.       |
| 26 gen.      | 3-1          | Lazio-Livorno           | 0-4           | 15 giu.       |
| 26 gen.      | 2-1          | Milan-Triestina         | 2-2           | 15 giu.       |
| 26 gen.      | 2-1          | Padova-Juventus         | 1-3           | 15 giu.       |
| 19 mar.      | 1-0          | Pro Patria-Pro Vercelli | 0-0           | 15 giu.       |
| 19 mar.      | 1-0          | Torino-Roma             | 0-3           | 15 giu.       |

| andata (16ª) | andata (16ª) | Sedicesima giornata  | ritorno (33ª) | ritorno (33ª) |
|              |              |                      |               |               |
| 2 feb.       | 0-1          | Cremonese-Brescia    | 3-4           | 29 giu.       |
| 19 mar.      | 1-2          | Juventus-Ambrosiana  | 0-2           | 29 giu.       |
| 2 feb.       | 3-1          | Livorno-Genova 1893  | 0-2           | 29 giu.       |
| 2 feb.       | 1-2          | Milan-Torino         | 0-0           | 29 giu.       |
| 2 feb.       | 0-1          | Modena-Alessandria   | 1-1           | 29 giu.       |
| 2 feb.       | 1-0          | Napoli-Padova        | 0-3           | 29 giu.       |
| 2 feb.       | 3-1          | Pro Vercelli-Lazio   | 2-3           | 29 giu.       |
| 2 feb.       | 2-2          | Roma-Bologna         | 2-5           | 29 giu.       |
| 2 feb.       | 2-1          | Triestina-Pro Patria | 1-1           | 29 giu.       |

| andata (15ª) | andata (15ª) | Quindicesima giornata   | ritorno (32ª) | ritorno (32ª) |
|              |              |                         |               |               |
| 19 mar.      | 2-1          | Alessandria-Napoli      | 1-3           | 15 giu.       |
| 26 gen.      | 4-1          | Bologna-Cremonese       | 3-0           | 15 giu.       |
| 26 gen.      | 3-2          | Brescia-Modena          | 1-2           | 15 giu.       |
| 26 gen.      | 1-4          | Genova 1893-Ambrosiana  | 3-3           | 15 giu.       |
| 26 gen.      | 3-1          | Lazio-Livorno           | 0-4           | 15 giu.       |
| 26 gen.      | 2-1          | Milan-Triestina         | 2-2           | 15 giu.       |
| 26 gen.      | 2-1          | Padova-Juventus         | 1-3           | 15 giu.       |
| 19 mar.      | 1-0          | Pro Patria-Pro Vercelli | 0-0           | 15 giu.       |
| 19 mar.      | 1-0          | Torino-Roma             | 0-3           | 15 giu.       |

| andata (16ª) | andata (16ª) | Sedicesima giornata  | ritorno (33ª) | ritorno (33ª) |
|              |              |                      |               |               |
| 2 feb.       | 0-1          | Cremonese-Brescia    | 3-4           | 29 giu.       |
| 19 mar.      | 1-2          | Juventus-Ambrosiana  | 0-2           | 29 giu.       |
| 2 feb.       | 3-1          | Livorno-Genova 1893  | 0-2           | 29 giu.       |
| 2 feb.       | 1-2          | Milan-Torino         | 0-0           | 29 giu.       |
| 2 feb.       | 0-1          | Modena-Alessandria   | 1-1           | 29 giu.       |
| 2 feb.       | 1-0          | Napoli-Padova        | 0-3           | 29 giu.       |
| 2 feb.       | 3-1          | Pro Vercelli-Lazio   | 2-3           | 29 giu.       |
| 2 feb.       | 2-2          | Roma-Bologna         | 2-5           | 29 giu.       |
| 2 feb.       | 2-1          | Triestina-Pro Patria | 1-1           | 29 giu.       |

| \| andata (17ª) \| andata (17ª) \| Diciassettesima giornata \| ritorno (34ª) \| ritorno (34ª) \| \| \| \| \| \| \| \| 16 feb. \| 3-0 \| Alessandria-Cremonese \| 1-1 \| 19 giu. \| \| 16 feb. \| 5-1 \| Ambrosiana-Modena \| 0-2 \| 6 lug. \| \| 16 feb. \| 2-2 \| Bologna-Pro Vercelli \| 2-2 \| 13 lug. \| \| 16 feb. \| 2-0 \| Brescia-Livorno \| 3-5 \| 6 lug. \| \| 16 feb. \| 2-2 \| Genova 1893-Milan \| 2-0 \| 6 lug. \| \| 16 feb. \| 0-1 \| Lazio-Juventus \| 1-3 \| 6 lug. \| \| 16 feb. \| 4-1 \| Napoli-Triestina \| 4-3 \| 6 lug. \| \| 16 feb. \| 3-0 \| Padova-Roma \| 0-8 \| 6 lug. \| \| 16 feb. \| 7-0 \| Torino-Pro Patria \| 0-1 \| 6 lug. \| |              |                          |               |               |
| andata (17ª) | andata (17ª) | Diciassettesima giornata | ritorno (34ª) | ritorno (34ª) |
| |              |                          |               |               |
| 16 feb. | 3-0          | Alessandria-Cremonese    | 1-1           | 19 giu.       |
| 16 feb. | 5-1          | Ambrosiana-Modena        | 0-2           | 6 lug.        |
| 16 feb. | 2-2          | Bologna-Pro Vercelli     | 2-2           | 13 lug.       |
| 16 feb. | 2-0          | Brescia-Livorno          | 3-5           | 6 lug.        |
| 16 feb. | 2-2          | Genova 1893-Milan        | 2-0           | 6 lug.        |
| 16 feb. | 0-1          | Lazio-Juventus           | 1-3           | 6 lug.        |
| 16 feb. | 4-1          | Napoli-Triestina         | 4-3           | 6 lug.        |
| 16 feb. | 3-0          | Padova-Roma              | 0-8           | 6 lug.        |
| 16 feb. | 7-0          | Torino-Pro Patria        | 0-1           | 6 lug.        |

| andata (17ª) | andata (17ª) | Diciassettesima giornata | ritorno (34ª) | ritorno (34ª) |
|              |              |                          |               |               |
| 16 feb.      | 3-0          | Alessandria-Cremonese    | 1-1           | 19 giu.       |
| 16 feb.      | 5-1          | Ambrosiana-Modena        | 0-2           | 6 lug.        |
| 16 feb.      | 2-2          | Bologna-Pro Vercelli     | 2-2           | 13 lug.       |
| 16 feb.      | 2-0          | Brescia-Livorno          | 3-5           | 6 lug.        |
| 16 feb.      | 2-2          | Genova 1893-Milan        | 2-0           | 6 lug.        |
| 16 feb.      | 0-1          | Lazio-Juventus           | 1-3           | 6 lug.        |
| 16 feb.      | 4-1          | Napoli-Triestina         | 4-3           | 6 lug.        |
| 16 feb.      | 3-0          | Padova-Roma              | 0-8           | 6 lug.        |
| 16 feb.      | 7-0          | Torino-Pro Patria        | 0-1           | 6 lug.        |

## Statistiche

### Squadre

#### Capoliste solitarie
|    | —— | ——  | —— | ——  | —— | —— | ——     | ——     | ——  | ——  | ——  | ——  | ——  | ——  | ——  | ——  | ——  | ——  | ——  | ——         | ——         | ——         | ——         | ——         | ——         | ——         | ——         | ——         | ——         | ——         | ——         | ——         | ——         | —— |  |
|    |    | Tor |    | Juv |    |    | Genova | Genova | Juv |     |     |     |     |     |     | Juv |     |     | Juv | Ambrosiana | Ambrosiana | Ambrosiana | Ambrosiana | Ambrosiana | Ambrosiana | Ambrosiana | Ambrosiana | Ambrosiana | Ambrosiana | Ambrosiana | Ambrosiana | Ambrosiana | Ambrosiana |    |  |
|    |    |     |    |     |    |    |        |        |     |     |     |     |     |     |     |     |     |     |     |            |            |            |            |            |            |            |            |            |            |            |            |            |            |    |  |
|    |    |     |    |     |    |    |        |        |     |     |     |     |     |     |     |     |     |     |     |            |            |            |            |            |            |            |            |            |            |            |            |            |            |    |  |
| 1ª | 2ª | 3ª  | 4ª | 5ª  | 6ª | 7ª | 8ª     | 9ª     | 10ª | 11ª | 12ª | 13ª | 14ª | 15ª | 16ª | 17ª | 18ª | 19ª | 20ª | 21ª        | 22ª        | 23ª        | 24ª        | 25ª        | 26ª        | 27ª        | 28ª        | 29ª        | 30ª        | 31ª        | 32ª        | 33ª        | 34ª        |    |  |

#### Classifica in divenire
| [ 29 ]       | 1ª | 2ª | 3ª | 4ª | 5ª | 6ª | 7ª | 8ª | 9ª | 10ª | 11ª | 12ª | 13ª | 14ª | 15ª | 16ª | 17ª | 18ª | 19ª | 20ª | 21ª | 22ª | 23ª | 24ª | 25ª | 26ª | 27ª | 28ª | 29ª | 30ª | 31ª | 32ª | 33ª | 34ª |
| [ 29 ]       |    |    |    |    |    |    |    |    |    |     |     |     |     |     |     |     |     |     |     |     |     |     |     |     |     |     |     |     |     |     |     |     |     |     |
| ------------ | -- | -- | -- | -- | -- | -- | -- | -- | -- | --- | --- | --- | --- | --- | --- | --- | --- | --- | --- | --- | --- | --- | --- | --- | --- | --- | --- | --- | --- | --- | --- | --- | --- | --- |
| Alessandria  | 2  | 3  | 4  | 6  | 7  | 9  | 9  | 11 | 12 | 12  | 14  | 16  | 18  | 18  | 20  | 22  | 24  | 25  | 25  | 27  | 29  | 30  | 30  | 30  | 30  | 30  | 30  | 32  | 32  | 32  | 34  | 34  | 35  | 36  |
| Ambrosiana   | 2  | 2  | 4  | 5  | 7  | 9  | 11 | 11 | 11 | 13  | 14  | 16  | 17  | 19  | 21  | 23  | 25  | 27  | 29  | 30  | 32  | 33  | 35  | 37  | 39  | 41  | 43  | 45  | 45  | 47  | 47  | 48  | 50  | 50  |
| Bologna      | 0  | 1  | 1  | 3  | 4  | 5  | 7  | 9  | 11 | 11  | 11  | 11  | 13  | 14  | 16  | 17  | 18  | 20  | 22  | 23  | 23  | 25  | 25  | 25  | 25  | 27  | 27  | 27  | 29  | 31  | 31  | 33  | 35  | 36  |
| Brescia      | 0  | 1  | 3  | 3  | 3  | 5  | 5  | 5  | 5  | 7   | 8   | 8   | 9   | 10  | 12  | 14  | 16  | 18  | 20  | 20  | 22  | 23  | 23  | 23  | 25  | 25  | 26  | 27  | 29  | 29  | 31  | 31  | 33  | 33  |
| Cremonese    | 0  | 0  | 1  | 3  | 3  | 3  | 3  | 4  | 4  | 4   | 4   | 4   | 6   | 7   | 7   | 7   | 7   | 7   | 9   | 9   | 9   | 10  | 10  | 10  | 10  | 11  | 11  | 13  | 14  | 15  | 15  | 15  | 15  | 16  |
| Genova 1893  | 1  | 3  | 5  | 7  | 7  | 9  | 11 | 13 | 15 | 15  | 17  | 19  | 21  | 22  | 22  | 22  | 23  | 25  | 25  | 27  | 28  | 29  | 31  | 33  | 35  | 36  | 38  | 40  | 40  | 41  | 43  | 44  | 46  | 48  |
| Juventus     | 2  | 4  | 5  | 7  | 9  | 9  | 11 | 12 | 14 | 16  | 17  | 19  | 21  | 22  | 22  | 22  | 24  | 25  | 27  | 29  | 31  | 31  | 33  | 33  | 35  | 36  | 38  | 39  | 39  | 41  | 41  | 43  | 43  | 45  |
| Lazio        | 2  | 2  | 3  | 4  | 5  | 6  | 8  | 8  | 8  | 8   | 10  | 12  | 12  | 12  | 14  | 14  | 14  | 14  | 16  | 16  | 16  | 17  | 19  | 21  | 22  | 22  | 23  | 23  | 24  | 26  | 26  | 26  | 28  | 28  |
| Livorno      | 0  | 0  | 0  | 1  | 2  | 2  | 4  | 4  | 4  | 4   | 6   | 8   | 8   | 10  | 10  | 12  | 12  | 12  | 12  | 14  | 14  | 16  | 18  | 19  | 21  | 21  | 23  | 23  | 24  | 25  | 25  | 27  | 27  | 29  |
| Milan        | 2  | 4  | 4  | 6  | 7  | 7  | 7  | 9  | 9  | 11  | 11  | 12  | 14  | 16  | 18  | 18  | 19  | 19  | 20  | 21  | 21  | 21  | 21  | 22  | 23  | 24  | 26  | 26  | 28  | 28  | 30  | 31  | 32  | 32  |
| Modena       | 2  | 2  | 3  | 4  | 6  | 7  | 7  | 7  | 9  | 10  | 12  | 12  | 12  | 13  | 13  | 13  | 13  | 13  | 14  | 14  | 16  | 17  | 17  | 19  | 19  | 19  | 21  | 23  | 23  | 23  | 25  | 27  | 28  | 30  |
| Napoli       | 0  | 1  | 3  | 3  | 4  | 5  | 7  | 9  | 11 | 11  | 12  | 12  | 12  | 14  | 14  | 16  | 18  | 19  | 19  | 20  | 22  | 22  | 23  | 23  | 25  | 26  | 28  | 28  | 30  | 31  | 33  | 35  | 35  | 37  |
| Padova       | 0  | 0  | 0  | 0  | 1  | 3  | 3  | 3  | 3  | 3   | 3   | 4   | 4   | 4   | 6   | 6   | 8   | 10  | 12  | 14  | 14  | 16  | 16  | 16  | 18  | 19  | 21  | 23  | 23  | 24  | 24  | 24  | 26  | 26  |
| Pro Patria   | 2  | 3  | 3  | 3  | 4  | 4  | 4  | 6  | 6  | 8   | 9   | 9   | 9   | 11  | 13  | 13  | 13  | 15  | 17  | 17  | 17  | 17  | 19  | 21  | 21  | 23  | 23  | 23  | 24  | 26  | 26  | 27  | 28  | 30  |
| Pro Vercelli | 1  | 3  | 4  | 6  | 6  | 6  | 8  | 9  | 10 | 12  | 13  | 13  | 15  | 15  | 15  | 17  | 18  | 18  | 18  | 20  | 20  | 22  | 24  | 24  | 26  | 28  | 28  | 30  | 30  | 31  | 31  | 32  | 32  | 33  |
| Roma         | 0  | 2  | 3  | 3  | 5  | 6  | 6  | 8  | 10 | 12  | 12  | 14  | 14  | 14  | 14  | 15  | 15  | 16  | 16  | 18  | 20  | 21  | 22  | 24  | 24  | 26  | 26  | 28  | 30  | 30  | 32  | 34  | 34  | 36  |
| Torino       | 2  | 4  | 6  | 6  | 7  | 8  | 8  | 9  | 11 | 12  | 14  | 16  | 18  | 18  | 20  | 22  | 24  | 26  | 26  | 26  | 27  | 28  | 30  | 32  | 32  | 34  | 34  | 34  | 36  | 36  | 38  | 38  | 39  | 39  |
| Triestina    | 0  | 1  | 2  | 2  | 3  | 5  | 7  | 7  | 9  | 11  | 11  | 11  | 11  | 13  | 13  | 15  | 15  | 15  | 15  | 15  | 17  | 18  | 18  | 20  | 20  | 20  | 20  | 20  | 22  | 24  | 26  | 27  | 28  | 28  |

Note:
* Juventus-Ambrosiana della 16ª giornata è stata effettivamente giocata tra la 20ª e la 21ª giornata, pertanto la tabella potrebbe rispecchiare solo in parte il reale andamento delle squadre in quel periodo di tempo.

#### Classifiche di rendimento

##### Rendimento andata-ritorno
| Andata       | Andata | Ritorno      | Ritorno |
|              |        |              |         |
| Ambrosiana   | 25     | Ambrosiana   | 25      |
| Alessandria  | 24     | Genova 1893  | 25      |
| Juventus     | 24     | Roma         | 21      |
| Torino       | 24     | Juventus     | 20      |
| Genova 1893  | 23     | Napoli       | 19      |
| Milan        | 19     | Bologna      | 18      |
| Bologna      | 18     | Padova       | 18      |
| Napoli       | 18     | Brescia      | 17      |
| Pro Vercelli | 18     | Livorno      | 17      |
| Brescia      | 16     | Modena       | 17      |
| Roma         | 15     | Pro Patria   | 17      |
| Triestina    | 15     | Pro Vercelli | 15      |
| Lazio        | 14     | Torino       | 15      |
| Modena       | 13     | Lazio        | 14      |
| Pro Patria   | 13     | Milan        | 13      |
| Livorno      | 12     | Triestina    | 13      |
| Padova       | 8      | Alessandria  | 12      |
| Cremonese    | 7      | Cremonese    | 9       |

##### Rendimento casa-trasferta
| In casa      | In casa | In trasferta | In trasferta |
|              |         |              |              |
| Ambrosiana   | 31      | Ambrosiana   | 19           |
| Genova 1893  | 29      | Genova 1893  | 19           |
| Roma         | 29      | Bologna      | 17           |
| Juventus     | 28      | Juventus     | 17           |
| Brescia      | 27      | Alessandria  | 13           |
| Napoli       | 27      | Torino       | 13           |
| Pro Patria   | 26      | Milan        | 11           |
| Pro Vercelli | 26      | Triestina    | 11           |
| Torino       | 26      | Napoli       | 10           |
| Livorno      | 25      | Modena       | 9            |
| Alessandria  | 23      | Pro Vercelli | 7            |
| Lazio        | 23      | Roma         | 7            |
| Milan        | 21      | Brescia      | 6            |
| Modena       | 21      | Padova       | 6            |
| Padova       | 20      | Cremonese    | 5            |
| Bologna      | 19      | Lazio        | 5            |
| Triestina    | 17      | Livorno      | 4            |
| Cremonese    | 11      | Pro Patria   | 4            |

#### Primati stagionali
Squadre
- Maggior numero di partite vinte: Ambrosiana (22)
- Minor numero di partite perse: Ambrosiana, Genova (6)
- Maggior numero di pareggi: Milan (10)
- Minor numero di partite vinte: Cremonese (4)
- Maggior numero di partite perse: Cremonese (22)
- Minor numero di pareggi: Padova (4)
- Massimo dei punti in casa: Ambrosiana (31)
- Massimo dei punti in trasferta: Ambrosiana, Genoa (19)
- Miglior attacco: Ambrosiana (85 reti all'attivo)
- Miglior difesa: Juventus, Torino (31 reti al passivo)
- Miglior differenza reti: Ambrosiana (+27)
- Miglior quoziente-reti: Ambrosiana (2,23)
- Peggior attacco: Cremonese (31 reti all'attivo)
- Peggior difesa: Cremonese (83 reti al passivo)
- Peggior differenza reti: Cremonese (−52)
- Peggior quoziente-reti: Cremonese (0,37)
- Miglior serie positiva: Ambrosiana (19)
- Peggior serie negativa: Modena (9)

Partite
- Massimo delle reti segnate in una giornata: 39 (20ª)
- Partita con più reti segnate: Roma-Cremonese 9-0 (9)
- Partita con maggiore scarto di reti: Roma-Cremonese 9-0 (9)

### Individuali

#### Classifica marcatori
Nel corso del campionato furono segnati complessivamente 969 gol (di cui 37 su calcio di rigore, 20 su autorete e 2 per giudizio sportivo) da 180 diversi giocatori, per una media di 3,16 gol a partita. L'unica gara per la quale il risultato fu deciso a tavolino su decisione del Direttorio Divisioni Superiori fu Cremonese-Milan (intemperanze dei tifosi, 0-3 sul campo). Di seguito, la classifica dei marcatori.
| Gol | Rigori |  | Giocatore                | Squadra     |
| --- | ------ |  | ------------------------ | ----------- |
| 31  |        |  | Giuseppe Meazza          | Ambrosiana  |
| 21  |        |  | Rodolfo Volk             | Roma        |
| 20  |        |  | Bruno Maini              | Bologna     |
| 20  | 1      |  | Antonio Vojak            | Napoli      |
| 17  |        |  | Elvio Banchero           | Genova 1893 |
| 17  |        |  | Giovanni Ferrari         | Alessandria |
| 17  | 1      |  | Gino Rossetti            | Torino      |
| 17  | 1      |  | Giovanni Vecchina        | Padova      |
| 16  |        |  | Pietro Serantoni         | Ambrosiana  |
| 15  | 2      |  | Virgilio Felice Levratto | Genova 1893 |
| 15  | 1      |  | Mario Magnozzi           | Livorno     |
| 15  |        |  | Raimundo Orsi            | Juventus    |
| 14  |        |  | Antonio Blasevich        | Ambrosiana  |
| 14  |        |  | Italo Rossi              | Pro Patria  |